# L'Horloger d'Everton
L'Horloger d'Everton est un roman de Georges Simenon publié en 1954.
Il a été écrit la même année à Shadow Rock Farm, une grande maison de Lakeville au Connecticut où Simenon vivait à l'époque.
Le roman se déroule à Everton (État de New-York), à Indianapolis et à Liberty (New-York), dans les années 1950 (date de rédaction). Il a été adapté en 1974 sous le titre L'Horloger de Saint-Paul par Bertrand Tavernier.
Le sentiment paternel nourrit ce roman fondé sur le thème de l’incommunicabilité entre un père et un fils. Le récit, fait du point de vue du père, détaille ses tentatives pour obtenir un signe d’affection ou de connivence qu’il finit soudain par ne plus espérer que dans un autre avenir, à peine entrevu. Il fait partie de la série des « romans durs » de son auteur.

## Personnages
- Dave Clifford Galloway : 43 ans, horloger américain, divorcé.
- Ben Galloway : fils de Dave, seize ans.
- Lillian Hawkins : amie de Ben, quinze ans.
- Frank Musak : menuisier, ami de Dave.

## Résumé
Alors qu’il travaillait dans une manufacture de montres à Waterbury (Connecticut), Dave Galloway a épousé Ruth, une femme volage qui l’a quitté en lui laissant un bébé de six mois.
À partir de ce moment, Dave a sacrifié sa vie d’homme pour se consacrer à un idéal de père exclusivement tourné vers le bonheur de son fils. C’est pour être sans cesse auprès du jeune Ben qu’il est allé ouvrir un petit commerce d’horlogerie dans un village paisible de l’État de New York ; et il croit avoir gagné l’affection de ce garçon qui devient adolescent sans poser apparemment de problèmes.
Un samedi soir, Ben ne rentre pas chez son père. Celui-ci ne tarde pas à apprendre qu’il s’est enfui avec une adolescente, Lillian Hawkins, dans l’intention de gagner un autre État où la législation permettra au couple de se marier. Mais, en chemin pour se procurer argent et voiture, les jeunes gens ont commis un meurtre et, le dimanche soir, dans l’Indiana, ils sont arrêtés après une fusillade (car Ben est armé) au cours de laquelle un membre de la police est blessé. Atterré, Dave trouve auprès de son ami et voisin, le menuisier Frank Musak, un peu de réconfort, puis il décide de se rendre en avion à Indianapolis où son fils est incarcéré.
Mais Ben, qui ne s’intéresse qu’à sa petite amie, refuse de voir son père. Il garde la même attitude lorsque ce dernier l’accompagne durant le transfert en avion pour Liberty où doit avoir lieu le jugement et, au moment du procès, les quelques mots échangés, dans le bureau de l’Attorney, entre le père anxieux et le fils décontracté ne feront que confirmer chez Ben une sécheresse de cœur inexplicable. Condamné à la prison à vie, le jeune homme accueillera les visites de son père avec l’indifférence quasi muette d’un étranger.
Cherchant à comprendre, Dave se dit que les Galloway sont de l'espèce de ceux qui courbent la tête, mais avec une pointe de révolte. Son père, en prenant un jour une liberté qu’on lui reprocha durement, lui-même en épousant Ruth pour défier les camarades, son fils en tuant un homme, ne se retrouvent-ils pas solidaires ? Et qu’en sera-t-il de l’enfant, conçu dans l’union éphémère de Ben et de Lillian, à qui Dave se prépare déjà à parler ?

## Éditions
- Édition originale : Presses de la Cité, 1954
- Le Livre de Poche n° 14284, 2000  (ISBN 978-2-253-14284-3)
- Tout Simenon, tome 7, Omnibus, 2002  (ISBN 978-2-258-06048-7)
- Romans, tome II, Gallimard, Bibliothèque de la Pléiade, n° 496, 2003  (ISBN 978-2-07-011675-1)
- Romans durs, tome 9, Omnibus, 2023  (ISBN 978-2-258-20266-5)

## Adaptation
- 1974 : L'Horloger de Saint-Paul, film français réalisé par Bertrand Tavernier, d'après le roman L'Horloger d'Everton, avec Philippe Noiret. Au lieu des États-Unis, l'action du film fait évoluer les personnages dans le quartier de Saint-Paul à Lyon.

## Source bibliographique
- Maurice Piron, Michel Lemoine, L'Univers de Simenon, guide des romans et nouvelles (1931-1972) de Georges Simenon, Presses de la Cité, 1983, p. 178-179  (ISBN 978-2-258-01152-6)